# B-SIDE
《B-SIDE》，是日本樂團Mr.Children的主流出道15週年精選輯，於2007年5月10日。收錄了15年來的B面金曲。唱片封面封底均由以前所發行的單曲封面拼砌而成。

## 收錄曲目

### DISC 1
1. 除了你的事情其它什麼也沒法思考（君の事以外は何も考えられない）
2. my confidence song
3. 雨過天晴 remix version（雨のち晴れ remix version）
4. Fragile（フラジャイル）
5. 還會再見面吧（また会えるかな）
6. Love is Blindness
7. 旅人
8. MODEL（デルモ）
9. 自言自語（独り言）
10. Heavenly kiss
11. 向西向東 EAST Remix （ニシエヒガシエ EAST Remix）

### DISC 2
1. 1999年、夏、沖繩（1999年、夏、沖縄）
2. 花
3. 再见2001年（さよなら2001年）
4. I'm sorry
5. 妄想滿月（妄想満月）
6. 在如此酷熱的日子裡（こんな風にひどく蒸し暑い日）
7. 缺口
8. my sweet heart
9. 聲響
10. Kurumi - for the Film - 幸福的餐桌（くるみ - for the Film - 幸福な食卓）
11. 向西向東 WEST Remix （ニシエヒガシエ WEST Remix）

## 外部連結
- 唱片介紹（页面存档备份，存于） Mr.Children官方網站